# متوکل سوم
متوکل سوم (عربی: المتوکل علی‌الله الثالث) (درگذشته ۱۵۴۳) از ۱۵۰۸ به ۱۵۱۶ و دوباره از سال ۱۵۱۷ خلیفه بود. او آخرین خلیفهٔ مصری و واپسین خلیفه عباسی بود. پس از سقوط بغداد (۱۲۵۸) خلفای عباسی تحت قیومیت سلاطین مملوک در مصر بودند ولیکن پس از متوکل سوم عثمانیان خود را خلیفه نامیدند و مصر را فتح کردند.

## زندگی
او آخرین خلیفه خلافت متاخر مستقر بنی عباس درمصر بود. از زمان غارت بغداد توسط مغول و اعدام خلیفه مستعصم در سال 1258، این خلفای قاهره به عنوان حاکمان اسمی برای مشروعیت بخشیدن به حکومت واقعی سلاطین مملوک در قاهره اقامت داشتند.[۱]
متوکل سوم در سال 1516 توسط سلف خود مستمسک برای مدت کوتاهی از قدرت خلع شد، اما سال بعد به این دفتر بازگردانده شد. در سال 1517، سلطان سلیم اول عثمانی موفق شد سلطنت ممالیک را شکست دهد و مصر را بخشی از امپراتوری عثمانی قرار دهد. متوکل سوم همراه با خانواده اش دستگیر و به قسطنطنیه منتقل شد.[۱]
بر اساس تاریخ سنتی، در این زمان او به طور رسمی عنوان خلیفه و همچنین نشان های ظاهری آن - شمشیر و ردای محمد - را به سلطان عثمانی سلیم اول تسلیم کرد.[۱] این داستان تا دهه 1780 در ادبیات ظاهر نشد و برای تقویت ادعاهای صلاحیت خلیفه بر مسلمانان خارج از امپراتوری، همانطور که در معاهده 1774 عهدنامه کوچوک قینارجه بیان شد، پیش رفت.[۱]

## کتابشناسی
- "Biography of Al-Mutawakkil III" (به عربی). Islampedia.com. Archived from the original on 2008-06-11.
- Garcin, Jean-Claude (1967). "Histoire, opposition, politique et piétisme traditionaliste dans le Ḥusn al Muḥādarat de Suyûti" [History, opposition, politics and traditionalistic pietism in Suyuti's Ḥusn al Muḥādarat] (PDF). Annales Islamologiques (به فرانسوی). Institut Français d'Archéologie Orientale. 7: 33–90. Archived from the original (پی‌دی‌اف،  14.62 MB) on 2011-07-24. Retrieved 2010-07-22.
- Holt, P. M. (1984). "Some Observations on the 'Abbāsid Caliphate of Cairo". مدرسه مطالعات مشرق‌زمین و آفریقا. University of London. 47 (3): 501–507. doi:10.1017/s0041977x00113710. JSTOR 618882. {{cite journal}}: Unknown parameter |subscription= ignored (|url-access= suggested) (help)